# قاي جيربر
قاي جيربر هو  ودي جيه وموسيقي إسرائيلي، ولد في 4 أغسطس 1974 في تل أبيب في إسرائيل.

## وصلات خارجية
- قاي جيربر على موقع ميوزك برينز (الإنجليزية)
- قاي جيربر على موقع أول ميوزيك (الإنجليزية)
- قاي جيربر على موقع ديسكوغز (الإنجليزية)